# Llista de topònims de l'Espunyola
Llista de topònims (noms propis de lloc) del municipi de l'Espunyola, al Berguedà
Informació actualitzada per un bot. Els canvis manuals es perdran quan s'actualitzi!

## abric rocós
| imatge | Nom                  | Ubicat a    | instància de | Detalls | coordenades                                                         | Protecció | Commons (més fotos) | Dades a WD                    |
| ------ | -------------------- | ----------- | ------------ | ------- | ------------------------------------------------------------------- | --------- | ------------------- | ----------------------------- |
|        | Balma de Cal Ferrer  | l'Espunyola | abric rocós  |         | 42° 03′ 28″ N, 1° 44′ 10″ E / 42.0577329810342°N,1.73612911732793°E |           |                     | Modifica les dades a Wikidata |
|        | Forat de les Guineus | l'Espunyola | abric rocós  |         | 42° 03′ 41″ N, 1° 45′ 35″ E / 42.0613221040437°N,1.75966195899369°E |           |                     | Modifica les dades a Wikidata |

## curs d'aigua
| imatge | Nom                   | Ubicat a                                                         | instància de | Detalls                                                                        | coordenades | Protecció | Commons (més fotos) | Dades a WD                    |
| ------ | --------------------- | ---------------------------------------------------------------- | ------------ | ------------------------------------------------------------------------------ | --- | --------- | ------------------- | ----------------------------- |
|        | Clot de la Baga       | l'Espunyola                                                      | curs d'aigua | Desemboca: riera de l'Hospital Llarg: 1.16km Conca: 45.8ha                     | 42° 02′ 10″ N, 1° 44′ 04″ E / 42.035989°N,1.734436°E 42° 01′ 47″ N, 1° 43′ 31″ E / 42.029746°N,1.725403°E                                    |           |                     | Modifica les dades a Wikidata |
|        | rasa de Boixedera     | Capolat l'Espunyola                                              | curs d'aigua | Desemboca: riera de l'Hospital Llarg: 4.78km Conca: 552.7ha                    | 42° 05′ 25″ N, 1° 43′ 31″ E / 42.090373°N,1.725203°E 42° 03′ 04″ N, 1° 43′ 27″ E / 42.051004°N,1.724221°E                                    |           |                     | Modifica les dades a Wikidata |
|        | rasa de Tresserra     | Capolat l'Espunyola                                              | curs d'aigua | Desemboca: riera de l'Hospital Llarg: 5.28km Conca: 729.4ha                    | 42° 05′ 21″ N, 1° 43′ 50″ E / 42.089064°N,1.730659°E 42° 02′ 50″ N, 1° 43′ 46″ E / 42.04718°N,1.729445°E                                     |           |                     | Modifica les dades a Wikidata |
|        | rasa del Casó         | Montclar l'Espunyola                                             | curs d'aigua | Desemboca: riera de Navel Llarg: 3.46km Conca: 239.7ha                         | 42° 02′ 16″ N, 1° 44′ 22″ E / 42.037806°N,1.739366°E 42° 01′ 08″ N, 1° 45′ 40″ E / 42.019011°N,1.760989°E                                    |           |                     | Modifica les dades a Wikidata |
|        | rasa del Salt         | Montclar Capolat l'Espunyola                                     | curs d'aigua | Desemboca: riera de Navel Llarg: 6km Conca: 797ha                              | 42° 04′ 36″ N, 1° 45′ 07″ E / 42.076601°N,1.751979°E 42° 01′ 57″ N, 1° 45′ 45″ E / 42.032587°N,1.762384°E                                    |           |                     | Modifica les dades a Wikidata |
|        | riera de Navel        | Capolat l'Espunyola Montclar Montmajor Viver i Serrateix Cardona | curs d'aigua | Desemboca: Cardener Llarg: 28.6km Conca: 109.15km²                             | 41° 54′ 37″ N, 1° 42′ 46″ E / 41.91041194444445°N,1.7127788888888889°E 42° 05′ 16″ N, 1° 45′ 10″ E / 42.08785805555556°N,1.752678888888889°E |           | Riera de Navel      | Modifica les dades a Wikidata |
|        | riera de Tentellatge  | Navès l'Espunyola Montmajor                                      | curs d'aigua | Desemboca: Aigua d'Ora Llarg: 11.33km Conca: 14.6km² Anomenat per: Tentellatge | 42° 04′ 12″ N, 1° 41′ 54″ E / 42.070109°N,1.698384°E 41° 59′ 31″ N, 1° 39′ 07″ E / 41.991978°N,1.652039°E                                    |           |                     | Modifica les dades a Wikidata |
|        | riera de l'Hospital   | Navès l'Espunyola Montmajor                                      | curs d'aigua | Desemboca: riera de Navel Llarg: 19.2km                                        | 42° 03′ 40″ N, 1° 42′ 18″ E / 42.061159°N,1.704885°E 41° 56′ 25″ N, 1° 44′ 09″ E / 41.940148°N,1.735926°E                                    |           |                     | Modifica les dades a Wikidata |
|        | torrent de les Sitges | Montclar l'Espunyola Viver i Serrateix                           | curs d'aigua | Desemboca: rasa del Forn Llarg: 4.78km Conca: 574.7ha                          | 42° 01′ 49″ N, 1° 47′ 13″ E / 42.030352°N,1.787083°E 41° 59′ 51″ N, 1° 46′ 43″ E / 41.997598°N,1.77865°E                                     |           |                     | Modifica les dades a Wikidata |

## entitat singular de població
| imatge | Nom                  | Ubicat a    | instància de                                   | Detalls | coordenades                                                                                            | Protecció | Commons (més fotos)            | Dades a WD                    |
| ------ | -------------------- | ----------- | ---------------------------------------------- | ------- | --- | --------- | ------------------------------ | ----------------------------- |
|        | Mare de Déu del Bosc | l'Espunyola | entitat singular de població                   | 30 hab  | 42° 02′ 31″ N, 1° 44′ 12″ E / 42.0418949°N,1.7366631°E 878 msnm                                        |           |                                | Modifica les dades a Wikidata |
|        | el Cint              | l'Espunyola | entitat singular de població                   | 39 hab  | 42° 03′ 48″ N, 1° 43′ 38″ E / 42.063231°N,1.727173°E 951 msnm                                          |           | El Cint                        | Modifica les dades a Wikidata |
|        | els Sants Metges     | l'Espunyola | entitat singular de població                   | 90 hab  | 42° 03′ 26″ N, 1° 45′ 55″ E / 42.057133°N,1.765322°E 868 msnm                                          |           | Els Sants Metges (L'Espunyola) | Modifica les dades a Wikidata |
|        | els Torrents         | l'Espunyola | entitat singular de població                   | 30 hab  | 42° 02′ 33″ N, 1° 43′ 44″ E / 42.042604°N,1.728778°E ca:Al costat del Santuari dels Torrents. 787 msnm |           | Els Torrents (nucli)           | Modifica les dades a Wikidata |
|        | l'Esgleiola          | l'Espunyola | entitat singular de població                   | 32 hab  | 42° 01′ 09″ N, 1° 47′ 44″ E / 42.01911169°N,1.79557191°E 709 msnm                                      |           |                                | Modifica les dades a Wikidata |
|        | l'Espunyola          | l'Espunyola | entitat singular de població capital municipal | 42 hab  | 42° 03′ 13″ N, 1° 46′ 02″ E / 42.053736°N,1.767353°E 822 msnm                                          |           |                                | Modifica les dades a Wikidata |

## església
| imatge | Nom                                     | Ubicat a    | instància de                 | Detalls                                                        | coordenades | Protecció                                  | Commons (més fotos)                      | Dades a WD                    |
| ------ | --------------------------------------- | ----------- | ---------------------------- | -------------------------------------------------------------- | --- | ------------------------------------------ | ---------------------------------------- | ----------------------------- |
|        | Mare de Déu del Bosc                    | l'Espunyola | església                     |                                                                | 42° 02′ 31″ N, 1° 44′ 11″ E / 42.041993°N,1.736411°E ca:El Cint 880 msnm                                                |                                            | Mare de Déu del Bosc                     | Modifica les dades a Wikidata |
|        | Mare de Déu dels Torrents               | l'Espunyola | església                     | Estil: arquitectura popular                                    | 42° 02′ 34″ N, 1° 43′ 44″ E / 42.042698°N,1.728856°E 785 msnm                                                           | bé integrant del patrimoni cultural català | Santuari de la Mare de Déu dels Torrents | Modifica les dades a Wikidata |
|        | Sant Climent de l'Espunyola             | l'Espunyola | església església parroquial |                                                                | 42° 03′ 14″ N, 1° 47′ 01″ E / 42.053852°N,1.783679°E ca:A la zona de Sant Climent de L'Espunyola 757 msnm               | bé integrant del patrimoni cultural català | Sant Climent de l'Espunyola              | Modifica les dades a Wikidata |
|        | Sant Climent del Castell de l'Espunyola | l'Espunyola | església                     | Estil: arquitectura romànica                                   | 42° 03′ 14″ N, 1° 47′ 01″ E / 42.0538861111°N,1.78363055556°E 727 msnm                                                  | bé integrant del patrimoni cultural català |                                          | Modifica les dades a Wikidata |
|        | Sant Pere de l'Esglesiola               | l'Espunyola | església església parroquial | Estil: arquitectura popular 18th century                       | 42° 01′ 10″ N, 1° 47′ 44″ E / 42.01941°N,1.795556°E ca:Ctra l'Espunyola - Puig-reig, km 4,5; pista mà esquerra, 700 m   | bé integrant del patrimoni cultural català | Church of Sant Pere de l'Esglesiola      | Modifica les dades a Wikidata |
|        | Sant Sadurní del Cint                   | l'Espunyola | església església parroquial | Estil: arquitectura popular                                    | 42° 03′ 48″ N, 1° 43′ 38″ E / 42.063206°N,1.727263°E ca:A la zona de Cint 951 msnm                                      | bé integrant del patrimoni cultural català | Sant Sadurní del Cint                    | Modifica les dades a Wikidata |
|        | Santa Margarida del Mercadal            | l'Espunyola | església                     | Estil: arquitectura romànica arquitectura barroca 12nd century | 42° 03′ 42″ N, 1° 42′ 32″ E / 42.061722°N,1.708952°E ca:A la zona del Cint, a l'extrem nord-oest del municipi 1036 msnm | bé integrant del patrimoni cultural català | Santa Margarida del Mercadal             | Modifica les dades a Wikidata |
|        | església dels Sants Metges              | l'Espunyola | església                     | Estil: arquitectura popular                                    | 42° 03′ 26″ N, 1° 45′ 55″ E / 42.057128°N,1.765338°E 868 msnm                                                           | bé integrant del patrimoni cultural català | Església dels Sants Metges               | Modifica les dades a Wikidata |

## font
| imatge | Nom                  | Ubicat a    | instància de | Detalls | coordenades                                                         | Protecció | Commons (més fotos) | Dades a WD                    |
| ------ | -------------------- | ----------- | ------------ | ------- | ------------------------------------------------------------------- | --------- | ------------------- | ----------------------------- |
|        | font de Cal Ferrer   | l'Espunyola | font         |         | 42° 03′ 26″ N, 1° 44′ 09″ E / 42.057185239132°N,1.7359552988517°E   |           |                     | Modifica les dades a Wikidata |
|        | font de la Rebolleda | l'Espunyola | font         |         | 42° 02′ 32″ N, 1° 40′ 46″ E / 42.0422434777734°N,1.67946767551554°E |           |                     | Modifica les dades a Wikidata |
|        | font de la Serra     | l'Espunyola | font         |         | 42° 03′ 31″ N, 1° 47′ 38″ E / 42.058709893587°N,1.7939351341677°E   |           |                     | Modifica les dades a Wikidata |
|        | font del Capellà     | l'Espunyola | font         |         | 42° 01′ 37″ N, 1° 48′ 39″ E / 42.0270001727251°N,1.81084610483601°E |           |                     | Modifica les dades a Wikidata |
|        | font del Verdeguer   | l'Espunyola | font         |         | 42° 02′ 06″ N, 1° 42′ 41″ E / 42.0351232802779°N,1.71149697440334°E |           |                     | Modifica les dades a Wikidata |
|        | font dels Abeuradors | l'Espunyola | font         |         | 42° 03′ 43″ N, 1° 45′ 49″ E / 42.061990187164°N,1.7636578942684°E   |           |                     | Modifica les dades a Wikidata |
|        | font dels Cirers     | l'Espunyola | font         |         | 42° 01′ 18″ N, 1° 47′ 31″ E / 42.0216251194008°N,1.79204336606817°E |           |                     | Modifica les dades a Wikidata |
|        | font dels Codinacs   | l'Espunyola | font         |         | 42° 02′ 32″ N, 1° 46′ 17″ E / 42.042258339954°N,1.7712899441229°E   |           |                     | Modifica les dades a Wikidata |
|        | fonts de Sant Pere   | l'Espunyola | font         |         | 42° 02′ 45″ N, 1° 45′ 33″ E / 42.04573012505°N,1.7591400669645°E    |           |                     | Modifica les dades a Wikidata |

## indret
| imatge | Nom                      | Ubicat a    | instància de | Detalls | coordenades                                          | Protecció | Commons (més fotos)      | Dades a WD                    |
| ------ | ------------------------ | ----------- | ------------ | ------- | ---------------------------------------------------- | --------- | ------------------------ | ----------------------------- |
|        | Cingles de Sant Salvador | l'Espunyola | indret       |         | 42° 03′ 47″ N, 1° 46′ 30″ E / 42.063°N,1.77499°E     |           | Cingles de Sant Salvador | Modifica les dades a Wikidata |
|        | la Rebolleda             | l'Espunyola | indret       |         | 42° 02′ 45″ N, 1° 40′ 35″ E / 42.045866°N,1.676497°E |           |                          | Modifica les dades a Wikidata |

## masia
| imatge | Nom                    | Ubicat a    | instància de | Detalls                          | coordenades | Protecció                                  | Commons (més fotos)        | Dades a WD                    |
| ------ | ---------------------- | ----------- | ------------ | -------------------------------- | --- | ------------------------------------------ | -------------------------- | ----------------------------- |
|        | Barbelló               | l'Espunyola | masia        |                                  | 42° 03′ 09″ N, 1° 44′ 19″ E / 42.0525555624535°N,1.73869699116751°E                                                                                    |                                            |                            | Modifica les dades a Wikidata |
|        | Bellestar              | l'Espunyola | masia        |                                  | 42° 03′ 29″ N, 1° 42′ 41″ E / 42.0580778486747°N,1.71126259436164°E                                                                                    |                                            |                            | Modifica les dades a Wikidata |
|        | Boixedera del Cint     | l'Espunyola | masia        |                                  | 42° 03′ 46″ N, 1° 43′ 20″ E / 42.0626942337024°N,1.72219191757947°E                                                                                    |                                            |                            | Modifica les dades a Wikidata |
|        | Ca l'Alsina            | l'Espunyola | masia        | Estil: arquitectura popular      | 42° 00′ 42″ N, 1° 47′ 43″ E / 42.011598°N,1.795202°E                                                                                                   | bé integrant del patrimoni cultural català |                            | Modifica les dades a Wikidata |
|        | Ca l'Ardit             | l'Espunyola | masia        | 18th century                     | 42° 03′ 18″ N, 1° 45′ 01″ E / 42.0549621590564°N,1.75039581892244°E ca:A la zona de Sant Sadurní del Cint                                              |                                            |                            | Modifica les dades a Wikidata |
|        | Ca l'Esquerrà          | l'Espunyola | masia        | 18th century                     | 42° 03′ 45″ N, 1° 43′ 58″ E / 42.0624511758362°N,1.73276016495645°E ca:A la zona de Sant Sadurní del Cint                                              |                                            |                            | Modifica les dades a Wikidata |
|        | Ca l'Hermínia          | l'Espunyola | masia        |                                  | 42° 03′ 13″ N, 1° 44′ 57″ E / 42.0535341148972°N,1.74910659891801°E                                                                                    |                                            |                            | Modifica les dades a Wikidata |
|        | Cal Ballesta           | l'Espunyola | masia        |                                  | 42° 03′ 24″ N, 1° 44′ 22″ E / 42.0566249091766°N,1.73937782364697°E ca:A la zona de Sant Sadurní del Cint.                                             |                                            |                            | Modifica les dades a Wikidata |
|        | Cal Barjola            | l'Espunyola | masia        | 19th century                     | 42° 02′ 57″ N, 1° 46′ 26″ E / 42.0490649205434°N,1.77395383219987°E ca:A la zona de Sant Climent de l'Espunyola.                                       |                                            |                            | Modifica les dades a Wikidata |
|        | Cal Bufot              | l'Espunyola | masia        | 18th century                     | 42° 01′ 45″ N, 1° 42′ 20″ E / 42.0290296590523°N,1.70542307421232°E ca:A la zona de Correà                                                             |                                            |                            | Modifica les dades a Wikidata |
|        | Cal Coniller           | l'Espunyola | masia        |                                  | 42° 03′ 24″ N, 1° 45′ 38″ E / 42.0567107793354°N,1.76048890158105°E                                                                                    |                                            |                            | Modifica les dades a Wikidata |
|        | Cal Cosinet            | l'Espunyola | masia        |                                  | 42° 03′ 46″ N, 1° 43′ 52″ E / 42.0627042153811°N,1.73120808746895°E                                                                                    |                                            |                            | Modifica les dades a Wikidata |
|        | Cal Cosme              | l'Espunyola | masia        | 19th century                     | 42° 03′ 45″ N, 1° 43′ 52″ E / 42.0623883948591°N,1.73115394499491°E ca:A la zona de Sant Sadurní del Cint                                              |                                            |                            | Modifica les dades a Wikidata |
|        | Cal Faneca             | l'Espunyola | masia        |                                  | 42° 03′ 51″ N, 1° 45′ 20″ E / 42.0641871063806°N,1.75559344291415°E                                                                                    |                                            |                            | Modifica les dades a Wikidata |
|        | Cal Farines            | l'Espunyola | masia        |                                  | 42° 03′ 01″ N, 1° 46′ 22″ E / 42.0503853217381°N,1.77278045995128°E ca:A la zona central del municipi.                                                 |                                            |                            | Modifica les dades a Wikidata |
|        | Cal Fitó               | l'Espunyola | masia        |                                  | 42° 03′ 07″ N, 1° 46′ 16″ E / 42.0518610644755°N,1.77097566385523°E                                                                                    |                                            |                            | Modifica les dades a Wikidata |
|        | Cal Garsa              | l'Espunyola | masia        |                                  | 42° 03′ 14″ N, 1° 45′ 33″ E / 42.0537976312083°N,1.75927666948553°E                                                                                    |                                            |                            | Modifica les dades a Wikidata |
|        | Cal Gotlla             | l'Espunyola | masia        |                                  | 42° 03′ 12″ N, 1° 45′ 34″ E / 42.0533305744976°N,1.75939452162682°E                                                                                    |                                            |                            | Modifica les dades a Wikidata |
|        | Cal Griva              | l'Espunyola | masia        |                                  | 42° 03′ 13″ N, 1° 45′ 19″ E / 42.0536829427232°N,1.75533932551058°E ca:A la zona de Sants Metges                                                       |                                            |                            | Modifica les dades a Wikidata |
|        | Cal Guineuó            | l'Espunyola | masia        |                                  | 42° 02′ 28″ N, 1° 46′ 54″ E / 42.0409964759475°N,1.78168450905503°E                                                                                    |                                            |                            | Modifica les dades a Wikidata |
|        | Cal Macià              | l'Espunyola | masia        | 16th century                     | 42° 03′ 25″ N, 1° 45′ 57″ E / 42.0570564837718°N,1.76582385105742°E ca:Sants Metges                                                                    |                                            |                            | Modifica les dades a Wikidata |
|        | Cal Majoral            | l'Espunyola | masia        |                                  | 42° 03′ 12″ N, 1° 44′ 29″ E / 42.053350253225°N,1.74135194443256°E ca:A la zona de Sant Sadurní del Cint                                               |                                            |                            | Modifica les dades a Wikidata |
|        | Cal Marcelet Vell      | l'Espunyola | masia        |                                  | 42° 03′ 16″ N, 1° 46′ 10″ E / 42.0545196063179°N,1.76945006181142°E                                                                                    |                                            |                            | Modifica les dades a Wikidata |
|        | Cal Martí              | l'Espunyola | masia        | 19th century                     | 42° 01′ 26″ N, 1° 48′ 08″ E / 42.024008°N,1.802196°E ca:A la zona sud-est del municipi, de Sant Pere de l'Esgleiola 694 msnm                           |                                            |                            | Modifica les dades a Wikidata |
|        | Cal Mas                | l'Espunyola | masia        | Estil: arquitectura popular      | 42° 02′ 55″ N, 1° 47′ 48″ E / 42.0487427°N,1.7967325°E                                                                                                 | bé integrant del patrimoni cultural català |                            | Modifica les dades a Wikidata |
|        | Cal Miquelet           | l'Espunyola | masia        |                                  | 42° 03′ 32″ N, 1° 46′ 02″ E / 42.0588004108602°N,1.76719200390986°E                                                                                    |                                            |                            | Modifica les dades a Wikidata |
|        | Cal Nico               | l'Espunyola | masia        |                                  | 42° 03′ 39″ N, 1° 44′ 27″ E / 42.060840099054°N,1.7407171299615°E                                                                                      |                                            |                            | Modifica les dades a Wikidata |
|        | Cal Pauet              | l'Espunyola | masia        |                                  | 42° 03′ 19″ N, 1° 45′ 20″ E / 42.055144022749°N,1.75552832111111°E ca:A la zona de Sants Metges                                                        |                                            |                            | Modifica les dades a Wikidata |
|        | Cal Pius               | l'Espunyola | masia        | Estil: arquitectura popular 1927 | 42° 03′ 08″ N, 1° 46′ 29″ E / 42.05228°N,1.774791°E ca:A la zona central del municipi. 798 msnm                                                        | bé integrant del patrimoni cultural català | Cal Pius (l'Espunyola)     | Modifica les dades a Wikidata |
|        | Cal Pubillet           | l'Espunyola | masia        | 18th century                     | 42° 03′ 42″ N, 1° 42′ 53″ E / 42.0616922610401°N,1.71473072023184°E ca:A la zona de Sant Sadurní del Cint                                              |                                            |                            | Modifica les dades a Wikidata |
|        | Cal Rossinyol          | l'Espunyola | masia        |                                  | 42° 03′ 20″ N, 1° 44′ 47″ E / 42.0554938995006°N,1.74630068743169°E                                                                                    |                                            |                            | Modifica les dades a Wikidata |
|        | Cal Sala               | l'Espunyola | masia        |                                  | 42° 03′ 15″ N, 1° 44′ 57″ E / 42.0541744831583°N,1.74919070892019°E                                                                                    |                                            |                            | Modifica les dades a Wikidata |
|        | Cal Saló               | l'Espunyola | masia        | 19th century                     | 42° 02′ 03″ N, 1° 47′ 28″ E / 42.0340968700153°N,1.79098570144955°E ca:A la zona sud-est del municipi                                                  |                                            |                            | Modifica les dades a Wikidata |
|        | Cal Saurina            | l'Espunyola | masia        | 19th century                     | 42° 01′ 54″ N, 1° 44′ 22″ E / 42.0317230603037°N,1.73944725151434°E ca:A la zona de Sant Sadurní del Cint                                              |                                            |                            | Modifica les dades a Wikidata |
|        | Cal Savoia             | l'Espunyola | masia        |                                  | 42° 03′ 20″ N, 1° 44′ 19″ E / 42.0556792908886°N,1.73856266512359°E                                                                                    |                                            |                            | Modifica les dades a Wikidata |
|        | Cal Serra              | l'Espunyola | masia        |                                  | 42° 03′ 16″ N, 1° 44′ 14″ E / 42.054497251674°N,1.7372170717253°E                                                                                      |                                            |                            | Modifica les dades a Wikidata |
|        | Cal Soleró             | l'Espunyola | masia        |                                  | 42° 02′ 51″ N, 1° 46′ 49″ E / 42.0474122549778°N,1.78029315532941°E                                                                                    |                                            |                            | Modifica les dades a Wikidata |
|        | Cal Tet                | l'Espunyola | masia        | 18th century                     | 42° 01′ 56″ N, 1° 43′ 31″ E / 42.0323334231931°N,1.72539761241272°E ca:A la zona de Correà                                                             |                                            |                            | Modifica les dades a Wikidata |
|        | Cal Travé              | l'Espunyola | masia        | Estil: arquitectura popular      | 42° 01′ 58″ N, 1° 43′ 17″ E / 42.032862°N,1.721447°E ca:A la zona de Correà 795 msnm                                                                   | bé integrant del patrimoni cultural català | Cal Travé (l'Espunyola)    | Modifica les dades a Wikidata |
|        | Cal Vellet             | l'Espunyola | masia        |                                  | 42° 03′ 28″ N, 1° 45′ 55″ E / 42.057914805014°N,1.76523921560373°E                                                                                     |                                            |                            | Modifica les dades a Wikidata |
|        | Cal Vinagre            | l'Espunyola | masia        |                                  | 42° 03′ 11″ N, 1° 46′ 16″ E / 42.0531060156673°N,1.7711691803845°E                                                                                     |                                            |                            | Modifica les dades a Wikidata |
|        | Can Codina             | l'Espunyola | masia        | 17th century                     | 42° 02′ 07″ N, 1° 46′ 51″ E / 42.0351692640629°N,1.78082933583568°E ca:Sant Pere de l'Esgleiola                                                        |                                            |                            | Modifica les dades a Wikidata |
|        | Can Costa              | l'Espunyola | masia        |                                  | 42° 02′ 44″ N, 1° 47′ 48″ E / 42.0455500315636°N,1.79670133090832°E ca:A la zona de Sant Climent de L'Espunyola                                        |                                            |                            | Modifica les dades a Wikidata |
|        | Can Cots               | l'Espunyola | masia        | 20th century                     | 42° 03′ 31″ N, 1° 46′ 14″ E / 42.058494666042°N,1.77059394632635°E ca:A la zona de Sants Metges                                                        |                                            |                            | Modifica les dades a Wikidata |
|        | Can Font               | l'Espunyola | masia        |                                  | 42° 02′ 55″ N, 1° 47′ 01″ E / 42.048726804889°N,1.78365143063974°E ca:A la zona de Sant Climent de L'Espunyola                                         |                                            |                            | Modifica les dades a Wikidata |
|        | Can Gavaldans          | l'Espunyola | masia        |                                  | 42° 04′ 03″ N, 1° 44′ 24″ E / 42.0674586661107°N,1.74011836302233°E                                                                                    |                                            |                            | Modifica les dades a Wikidata |
|        | Can Matosa             | l'Espunyola | masia        |                                  | 42° 02′ 38″ N, 1° 46′ 46″ E / 42.0439460311301°N,1.77956200155184°E                                                                                    |                                            |                            | Modifica les dades a Wikidata |
|        | Can Pinça              | l'Espunyola | masia        |                                  | 42° 02′ 56″ N, 1° 45′ 37″ E / 42.0488283421427°N,1.76031591367197°E                                                                                    |                                            |                            | Modifica les dades a Wikidata |
|        | Cervins                | l'Espunyola | masia        |                                  | 42° 02′ 45″ N, 1° 43′ 31″ E / 42.045761626694°N,1.72537085750132°E                                                                                     |                                            |                            | Modifica les dades a Wikidata |
|        | Comaermada             | l'Espunyola | masia        |                                  | 42° 02′ 27″ N, 1° 44′ 35″ E / 42.0407328101781°N,1.74303878895806°E                                                                                    |                                            |                            | Modifica les dades a Wikidata |
|        | Comatosa               | l'Espunyola | masia        |                                  | 42° 02′ 38″ N, 1° 46′ 46″ E / 42.0439460311301°N,1.77956200155184°E                                                                                    |                                            |                            | Modifica les dades a Wikidata |
|        | Corral de Canudes      | l'Espunyola | masia        |                                  | 42° 02′ 00″ N, 1° 47′ 22″ E / 42.033446409007°N,1.7895806842696°E                                                                                      |                                            |                            | Modifica les dades a Wikidata |
|        | Gruallops              | l'Espunyola | masia        |                                  | 42° 01′ 16″ N, 1° 48′ 20″ E / 42.021004535943°N,1.8055185089119°E                                                                                      |                                            |                            | Modifica les dades a Wikidata |
|        | Malla                  | l'Espunyola | masia        |                                  | 42° 03′ 26″ N, 1° 45′ 50″ E / 42.0572442103037°N,1.76401951055849°E                                                                                    |                                            |                            | Modifica les dades a Wikidata |
|        | Mas el Codonyet        | l'Espunyola | masia        | Estil: arquitectura popular      | 42° 03′ 05″ N, 1° 44′ 38″ E / 42.051361°N,1.74394°E | bé integrant del patrimoni cultural català |                            | Modifica les dades a Wikidata |
|        | Muntanyà               | l'Espunyola | masia        | Estil: arquitectura popular      | 42° 01′ 37″ N, 1° 44′ 09″ E / 42.02701°N,1.735945°E | bé integrant del patrimoni cultural català |                            | Modifica les dades a Wikidata |
|        | Planès                 | l'Espunyola | masia        |                                  | 42° 02′ 56″ N, 1° 45′ 28″ E / 42.0487746786707°N,1.75785189048605°E                                                                                    |                                            |                            | Modifica les dades a Wikidata |
|        | Puigsec                | l'Espunyola | masia        | 19th century                     | 42° 02′ 44″ N, 1° 47′ 33″ E / 42.0456507095493°N,1.79256701581438°E ca:A la zona de Sant Climent de L'Espunyola                                        |                                            |                            | Modifica les dades a Wikidata |
|        | Puigventós             | l'Espunyola | masia        |                                  | 42° 03′ 08″ N, 1° 46′ 08″ E / 42.0521907432663°N,1.76896331136102°E                                                                                    |                                            |                            | Modifica les dades a Wikidata |
|        | Pujolnou               | l'Espunyola | masia        |                                  | 42° 01′ 33″ N, 1° 43′ 11″ E / 42.0257861478292°N,1.71976659989385°E                                                                                    |                                            |                            | Modifica les dades a Wikidata |
|        | Pujolvell              | l'Espunyola | masia        |                                  | 42° 01′ 35″ N, 1° 43′ 21″ E / 42.0264638014055°N,1.72238631415532°E                                                                                    |                                            |                            | Modifica les dades a Wikidata |
|        | Reixacs                | l'Espunyola | masia        |                                  | 42° 03′ 37″ N, 1° 45′ 13″ E / 42.0604108801973°N,1.75369719145954°E                                                                                    |                                            |                            | Modifica les dades a Wikidata |
|        | Reixagó                | l'Espunyola | masia        |                                  | 42° 03′ 27″ N, 1° 44′ 42″ E / 42.0573720165315°N,1.74509146976182°E                                                                                    |                                            |                            | Modifica les dades a Wikidata |
|        | Rússol                 | l'Espunyola | masia        |                                  | 42° 02′ 53″ N, 1° 43′ 55″ E / 42.0479784093102°N,1.73198454255527°E                                                                                    |                                            |                            | Modifica les dades a Wikidata |
|        | Torrades               | l'Espunyola | masia        |                                  | 42° 03′ 36″ N, 1° 44′ 55″ E / 42.0601032625603°N,1.74860299787907°E ca:A la zona de Sant Sadurní del Cint                                              |                                            |                            | Modifica les dades a Wikidata |
|        | Torrielles             | l'Espunyola | masia        |                                  | 42° 01′ 58″ N, 1° 42′ 06″ E / 42.0328060093527°N,1.70167392879219°E                                                                                    |                                            |                            | Modifica les dades a Wikidata |
|        | Xalet de la Ramona     | l'Espunyola | masia        |                                  | 42° 03′ 04″ N, 1° 46′ 13″ E / 42.0511677907293°N,1.77015522614171°E                                                                                    |                                            |                            | Modifica les dades a Wikidata |
|        | Xalet del Macià        | l'Espunyola | masia        |                                  | 42° 03′ 04″ N, 1° 46′ 16″ E / 42.0512424701837°N,1.77124135739062°E                                                                                    |                                            |                            | Modifica les dades a Wikidata |
|        | Xalet del Pesquina     | l'Espunyola | masia        |                                  | 42° 02′ 40″ N, 1° 44′ 16″ E / 42.0444768583094°N,1.73787810751796°E                                                                                    |                                            |                            | Modifica les dades a Wikidata |
|        | Xoriguera              | l'Espunyola | masia        |                                  | 42° 01′ 43″ N, 1° 48′ 24″ E / 42.0285768858452°N,1.80656460651884°E                                                                                    |                                            |                            | Modifica les dades a Wikidata |
|        | casa Canudas del Prat  | l'Espunyola | masia        | Estil: arquitectura popular      | 42° 01′ 23″ N, 1° 47′ 50″ E / 42.023119°N,1.797123°E                                                                                                   | bé integrant del patrimoni cultural català |                            | Modifica les dades a Wikidata |
|        | el Forn de Reixac      | l'Espunyola | masia        |                                  | 42° 03′ 16″ N, 1° 44′ 52″ E / 42.0543204869037°N,1.74771350945981°E                                                                                    |                                            |                            | Modifica les dades a Wikidata |
|        | el Guix                | l'Espunyola | masia        | 18th century                     | 42° 01′ 46″ N, 1° 42′ 58″ E / 42.0295365106324°N,1.71606734023416°E ca:A la zona de Correà                                                             |                                            |                            | Modifica les dades a Wikidata |
|        | el Joncar              | l'Espunyola | masia        |                                  | 42° 02′ 02″ N, 1° 48′ 33″ E / 42.0339538853181°N,1.80918220275121°E                                                                                    |                                            |                            | Modifica les dades a Wikidata |
|        | el Mercadal del Cint   | l'Espunyola | masia        | Estil: arquitectura popular      | 42° 03′ 41″ N, 1° 42′ 32″ E / 42.061397°N,1.708862°E 1026 msnm                                                                                         | bé integrant del patrimoni cultural català | El Mercadal del Cint       | Modifica les dades a Wikidata |
|        | el Pradell             | l'Espunyola | masia        |                                  | 42° 03′ 24″ N, 1° 47′ 51″ E / 42.0566266877509°N,1.79744695300717°E ca:A la zona del oriental, a l'àrea de la parròquia de Sant Climent de l'Espunyola |                                            |                            | Modifica les dades a Wikidata |
|        | el Salt del Colom Nou  | l'Espunyola | masia        |                                  | 42° 03′ 10″ N, 1° 46′ 13″ E / 42.0527803743405°N,1.77019661973318°E                                                                                    |                                            |                            | Modifica les dades a Wikidata |
|        | el Salt del Colom Vell | l'Espunyola | masia        |                                  | 42° 03′ 12″ N, 1° 46′ 11″ E / 42.0534145139725°N,1.76970100293779°E                                                                                    |                                            |                            | Modifica les dades a Wikidata |
|        | el Verdeguer           | l'Espunyola | masia        |                                  | 42° 02′ 01″ N, 1° 42′ 53″ E / 42.0335737318205°N,1.71466927411598°E                                                                                    |                                            |                            | Modifica les dades a Wikidata |
|        | el Vilà                | l'Espunyola | masia        |                                  | 42° 03′ 30″ N, 1° 46′ 24″ E / 42.0583812378537°N,1.77346039525708°E                                                                                    |                                            |                            | Modifica les dades a Wikidata |
|        | els Fontirons          | l'Espunyola | masia        |                                  | 42° 02′ 19″ N, 1° 47′ 09″ E / 42.0385185940436°N,1.78582755251735°E                                                                                    |                                            |                            | Modifica les dades a Wikidata |
|        | els Quatre Vents       | l'Espunyola | masia        | Estil: arquitectura popular      | 42° 03′ 08″ N, 1° 46′ 46″ E / 42.052329°N,1.779412°E ca:A Sant Climent de l'Espunyola 774 msnm                                                         | bé integrant del patrimoni cultural català | Els Quatre Vents           | Modifica les dades a Wikidata |
|        | els Torrents           | l'Espunyola | masia        | Estil: arquitectura popular      | 42° 02′ 33″ N, 1° 43′ 43″ E / 42.042515°N,1.728606°E ca:Al costat del Santuari dels Torrents. 785 msnm                                                 | bé integrant del patrimoni cultural català | Els Torrents (l'Espunyola) | Modifica les dades a Wikidata |
|        | la Caseta              | l'Espunyola | masia        |                                  | 42° 01′ 07″ N, 1° 43′ 09″ E / 42.0185208036521°N,1.71921183955489°E                                                                                    |                                            |                            | Modifica les dades a Wikidata |
|        | la Ferreria            | l'Espunyola | masia        | 16th century                     | 42° 01′ 35″ N, 1° 43′ 42″ E / 42.0263935229614°N,1.72822207291012°E ca:A la zona de Correà                                                             |                                            |                            | Modifica les dades a Wikidata |
|        | la Font del Borrec     | l'Espunyola | masia        |                                  | 42° 02′ 06″ N, 1° 48′ 13″ E / 42.0350929621622°N,1.80353114871851°E                                                                                    |                                            |                            | Modifica les dades a Wikidata |
|        | la Gaja                | l'Espunyola | masia        |                                  | 42° 01′ 16″ N, 1° 43′ 58″ E / 42.0211738984313°N,1.73266225711319°E                                                                                    |                                            |                            | Modifica les dades a Wikidata |
|        | la Pedrera             | l'Espunyola | masia        | 20th century                     | 42° 02′ 48″ N, 1° 44′ 20″ E / 42.0467584527646°N,1.73896876814218°E ca:A la zona de Sant Sadurní del Cint                                              |                                            |                            | Modifica les dades a Wikidata |
|        | la Pedrera Nova        | l'Espunyola | masia        |                                  | 42° 02′ 46″ N, 1° 44′ 18″ E / 42.0461764613094°N,1.73846070361514°E                                                                                    |                                            |                            | Modifica les dades a Wikidata |
|        | la Pobla               | l'Espunyola | masia        |                                  | 42° 03′ 12″ N, 1° 46′ 54″ E / 42.0532892300818°N,1.78159459309043°E ca:A la zona de Sant Climent de l'Espunyola                                        |                                            |                            | Modifica les dades a Wikidata |
|        | la Rebolleda           | l'Espunyola | masia        |                                  | 42° 02′ 35″ N, 1° 40′ 16″ E / 42.042941873923°N,1.6709926765799°E                                                                                      |                                            |                            | Modifica les dades a Wikidata |
|        | la Rebolleda           | l'Espunyola | masia        | Estat: ruïnós                    | 42° 02′ 33″ N, 1° 40′ 26″ E / 42.0425487143526°N,1.67391551448974°E 881 msnm                                                                           |                                            |                            | Modifica les dades a Wikidata |
|        | la Roca del Mill       | l'Espunyola | masia        |                                  | 42° 03′ 13″ N, 1° 48′ 09″ E / 42.0534996150349°N,1.80243645810512°E                                                                                    |                                            |                            | Modifica les dades a Wikidata |
|        | la Serra               | l'Espunyola | masia        |                                  | 42° 03′ 22″ N, 1° 47′ 38″ E / 42.056008545922°N,1.7939862545425°E                                                                                      |                                            |                            | Modifica les dades a Wikidata |
|        | la Serra del Pla       | l'Espunyola | masia        |                                  | 42° 03′ 23″ N, 1° 47′ 45″ E / 42.0563584685492°N,1.79591720407533°E                                                                                    |                                            |                            | Modifica les dades a Wikidata |
|        | la Taupera             | l'Espunyola | masia        | 18th century                     | 42° 02′ 56″ N, 1° 43′ 42″ E / 42.0490185622456°N,1.72831457837435°E ca:A la zona del Santuari dels Torrents                                            |                                            |                            | Modifica les dades a Wikidata |
|        | la Tor                 | l'Espunyola | masia        |                                  | 42° 02′ 46″ N, 1° 44′ 40″ E / 42.0461513371967°N,1.74438194643765°E ca:A la zona de Sant Sadurní del Cint                                              |                                            |                            | Modifica les dades a Wikidata |
|        | la Vileta Nova         | l'Espunyola | masia        |                                  | 42° 03′ 27″ N, 1° 43′ 20″ E / 42.0575332732926°N,1.72216246287061°E                                                                                    |                                            |                            | Modifica les dades a Wikidata |
|        | la Vileta Vella        | l'Espunyola | masia        | 17th century                     | 42° 03′ 30″ N, 1° 43′ 05″ E / 42.0583065769905°N,1.71801373362548°E ca:A la zona de Sant Sadurní del Cint                                              |                                            |                            | Modifica les dades a Wikidata |

## muntanya
| imatge | Nom                        | Ubicat a                    | instància de | Detalls | coordenades                                                         | Protecció | Commons (més fotos)  | Dades a WD                    |
| ------ | -------------------------- | --------------------------- | ------------ | ------- | ------------------------------------------------------------------- | --------- | -------------------- | ----------------------------- |
|        | Sant Salvador              | Avià l'Espunyola Capolat    | muntanya     |         | 42° 03′ 41″ N, 1° 46′ 55″ E / 42.061364°N,1.781976°E 1157 msnm      |           | Sant Salvador (Avià) | Modifica les dades a Wikidata |
|        | Serrat de Torrielles       | Navès l'Espunyola Montmajor | muntanya     |         | 42° 02′ 11″ N, 1° 41′ 50″ E / 42.0365°N,1.69736°E 949 msnm          |           |                      | Modifica les dades a Wikidata |
|        | Serrat de la Pedrera       | l'Espunyola                 | muntanya     |         | 42° 02′ 24″ N, 1° 43′ 16″ E / 42.04°N,1.72105556°E 851.3 msnm       |           |                      | Modifica les dades a Wikidata |
|        | Tossal Pelat               | l'Espunyola                 | muntanya     |         | 42° 02′ 21″ N, 1° 42′ 16″ E / 42.03927778°N,1.70444444°E 933.8 msnm |           |                      | Modifica les dades a Wikidata |
|        | Tossal de la Roca del Mill | l'Espunyola                 | muntanya     |         | 42° 03′ 14″ N, 1° 47′ 59″ E / 42.0539°N,1.79979°E 720.5 msnm        |           |                      | Modifica les dades a Wikidata |

## serra
| imatge | Nom                  | Ubicat a                    | instància de | Detalls | coordenades                                                      | Protecció | Commons (més fotos) | Dades a WD                    |
| ------ | -------------------- | --------------------------- | ------------ | ------- | ---------------------------------------------------------------- | --------- | ------------------- | ----------------------------- |
|        | Serrat de Bonavista  | l'Espunyola Montmajor Navès | serra        |         | 42° 03′ 28″ N, 1° 40′ 29″ E / 42.0577°N,1.67486°E 1135 msnm      |           |                     | Modifica les dades a Wikidata |
|        | Serrat de Can Matosa | l'Espunyola                 | serra        |         | 42° 02′ 46″ N, 1° 46′ 26″ E / 42.04613889°N,1.77375°E 818.8 msnm |           |                     | Modifica les dades a Wikidata |
|        | serra de Barbelló    | l'Espunyola Montmajor       | serra        |         | 42° 01′ 11″ N, 1° 42′ 44″ E / 42.0196°N,1.71214°E 887.1 msnm     |           |                     | Modifica les dades a Wikidata |
|        | serra de la Pedrera  | l'Espunyola Montmajor       | serra        |         | 42° 02′ 42″ N, 1° 43′ 10″ E / 42.0451°N,1.71953°E 851.3 msnm     |           |                     | Modifica les dades a Wikidata |

## Misc
| imatge | Nom                              | Ubicat a    | instància de      | Detalls                      | coordenades                                                                                           | Protecció                                            | Commons (més fotos)    | Dades a WD                    |
| ------ | -------------------------------- | ----------- | ----------------- | ---------------------------- | --- | ---------------------------------------------------- | ---------------------- | ----------------------------- |
|        | Molí de Muntanyà                 | l'Espunyola | molí d'aigua      | Estil: arquitectura popular  | 42° 01′ 39″ N, 1° 43′ 26″ E / 42.02762°N,1.723863°E                                                   | bé integrant del patrimoni cultural català           |                        | Modifica les dades a Wikidata |
|        | Pont de les Eugues               | l'Espunyola | pont              |                              | 42° 01′ 30″ N, 1° 43′ 23″ E / 42.0248693536365°N,1.72316714706527°E                                   |                                                      |                        | Modifica les dades a Wikidata |
|        | Rectoria del Cint                | l'Espunyola | rectoria          | Estil: arquitectura popular  | 42° 03′ 48″ N, 1° 43′ 38″ E / 42.063206°N,1.727263°E 950 msnm                                         | bé integrant del patrimoni cultural català           |                        | Modifica les dades a Wikidata |
|        | casa consistorial de L'Espunyola | l'Espunyola | casa consistorial |                              | 42° 03′ 14″ N, 1° 46′ 02″ E / 42.0537514°N,1.7673312°E                                                |                                                      |                        | Modifica les dades a Wikidata |
|        | castell de l'Espunyola           | l'Espunyola | castell           | Estil: arquitectura romànica | 42° 02′ 48″ N, 1° 46′ 58″ E / 42.04666667°N,1.78277778°E                                              | bé d'interès cultural bé cultural d'interès nacional | Castell de l'Espunyola | Modifica les dades a Wikidata |
|        | l'Esglesiola                     | l'Espunyola | nucli de població |                              | 42° 01′ 08″ N, 1° 47′ 42″ E / 42.0190001060255°N,1.79507632871157°E 710 msnm                          |                                                      | L'Esglesiola           | Modifica les dades a Wikidata |
|        | la Cabana                        | l'Espunyola | cabana            |                              | 42° 02′ 10″ N, 1° 47′ 45″ E / 42.0361931084669°N,1.79591137646675°E ca:A la zona sud-est del municipi |                                                      |                        | Modifica les dades a Wikidata |